# Alfred Hopkinson
Alfred Hopkinson (28 juin 1851 – 11 novembre 1939) est un avocat, universitaire et homme politique britannique qui est député pendant deux périodes de trois ans, séparées par près de trente ans.

## Biographie
Il est le fils de John Hopkinson, ingénieur en mécanique, et le frères de John Hopkinson, physicien et ingénieur électricien, et Edward Hopkinson, ingénieur électricien et député. Il se présente pour la première fois à la Chambre des communes lors des élections générales de 1885, pour le Parti libéral à Manchester East. Il échoue à nouveau en tant que candidat unioniste libéral aux élections générales de 1892, à Manchester South West
Hopkinson remporte finalement un siège aux élections générales de 1895, lorsqu'il est élu député de Cricklade dans le Wiltshire. Il démissionna du Parlement en février 1898.
Hopkinson est vice-chancelier de l'Université Victoria de 1901 au 15 juillet 1903, puis de l'Université Victoria de Manchester jusqu'en 1913. En décembre 1914, il est nommé au Comité sur les allégations d'outrages allemands, qui, en mai 1915, rend compte des crimes de guerre allemands contre des civils lors de l'invasion de la Belgique au cours des premiers mois de la Première Guerre mondiale.
Il reçoit le titre honorifique de docteur en droit (LL. D) de l'Université de Glasgow en juin 1901. Il reçoit le titre de chevalier en 1910.
Il est réélu au Parlement en mars 1926, lorsqu'il remporte une élection partielle pour les universités anglaises combinées en tant que conservateur. Il ne se représente aux élections générales de 1929.
Une sculpture de lui par John Cassidy est exposée à Manchester en 1912. Son fils Austin Hopkinson (en) est également  député. Une de ses filles épouse Gerald Hurst et une autre, Ellen, épouse George Harwood. Une petite-fille, Georgina Harwood, est une biographe bien connue sous son nom d'épouse de Georgina Battiscombe.